# Kígyónyakúteknős-félék

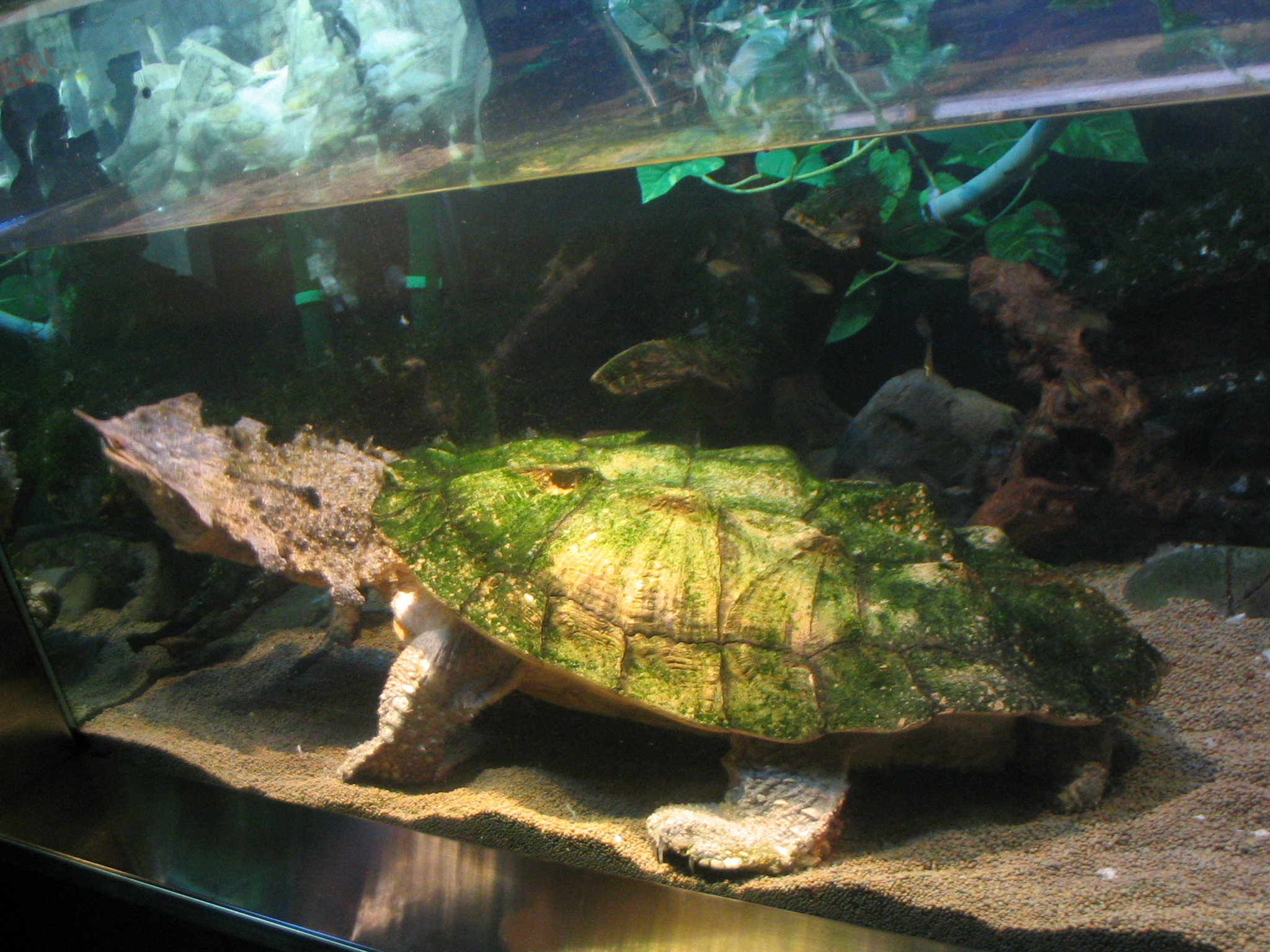
Cafrangos teknős (Chelus fimbriatus)

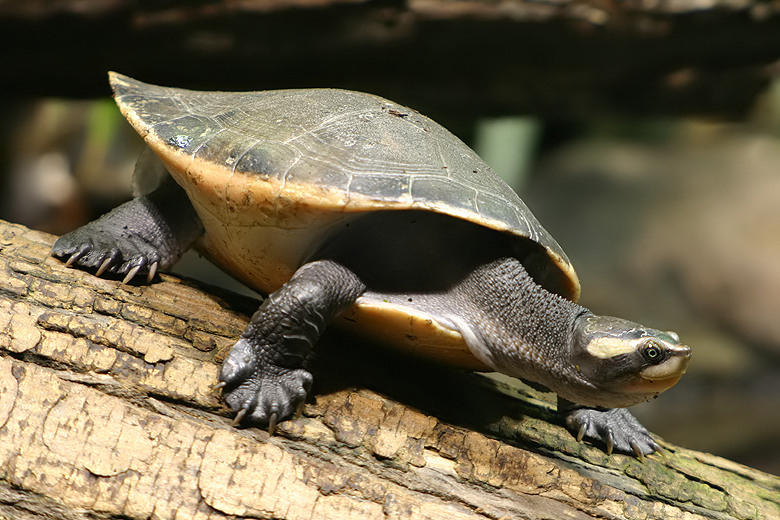
Vöröshasú huszárteknős (Emydura subglobosa subglobosa)

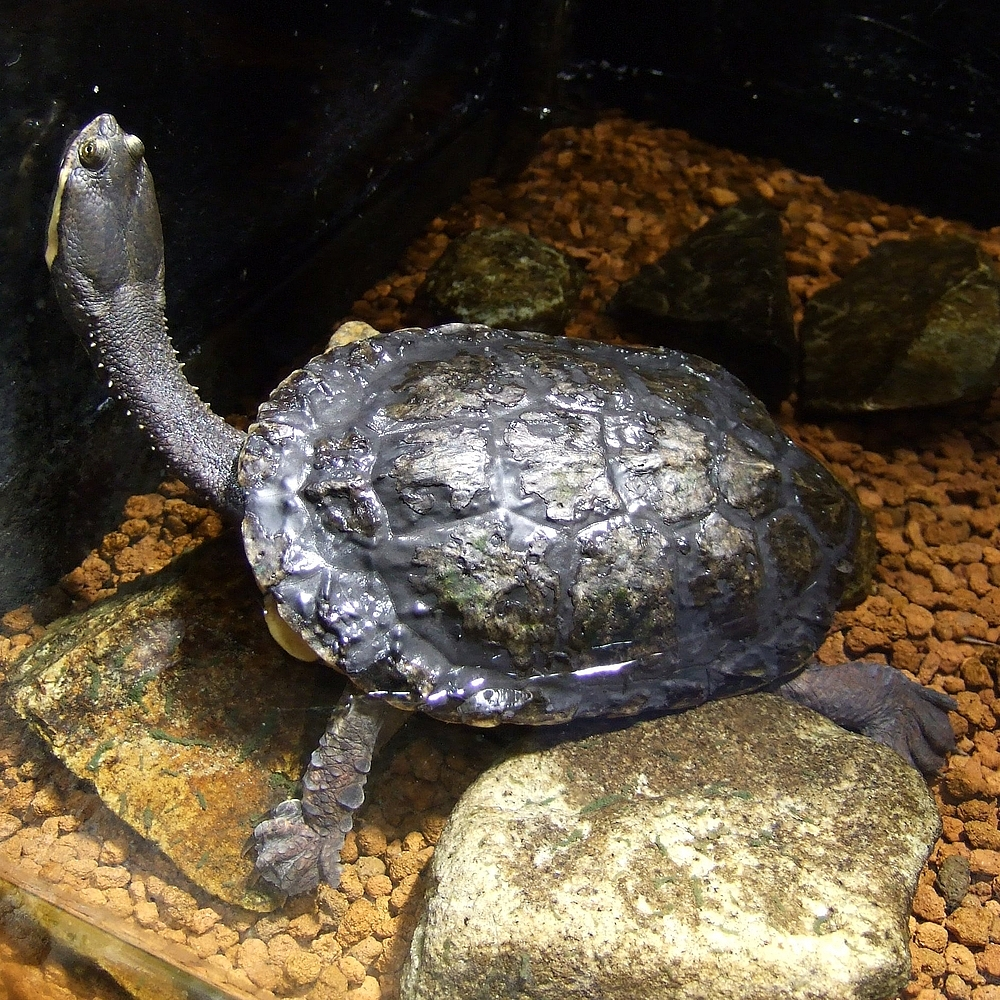
Argentin kígyónyakúteknős (Hydromedusa tectifera)

A kígyónyakúteknős-félék (Chelidae) a hüllők (Reptilia) osztályába és a teknősök (Testudines) rendjébe tartozó család

## Rendszerezés
A családba az alábbi 13 nem és 52 faj tartozik:
- Acanthochelys (Gray, 1873) – 4 faj
  - nagyfejű laposteknős (Acanthochelys macrocephala)
  - argentin laposteknős (Acanthochelys pallidipectoris)
  - brazil laposteknős (Acanthochelys radiolata)
  - fekete laposteknős (Acanthochelys spixii)

- Chelodina (Fitzinger, 1826), ausztrál hosszúnyakú teknősök, Australian snake-necked turtles – 12 faj
  - Burrungandji-kígyónyakúteknős (Chelodina burrungandjii, The Sandstone snake-necked Turtle)
  - Cann-kígyónyakúteknős (Chelodina canni, Cann's snake-neck turtle)
  - Collie-kígyónyakúteknős (Chelodina colliei, The narrow-breasted snake-necked turtle)
  - óriás kígyónyakúteknős (Chelodina expansa, Broad-shelled turtle)
  - közönséges kígyónyakúteknős vagy kelet-ausztráliai kígyónyakúteknős (Chelodina longicollis, Eastern Long Neck Turtle)
  - McCord-kígyónyakúteknős (Chelodina mccordi, The Roti Island snake-necked turtle)
  - új-guineai kígyónyakúteknős (Chelodina novaeguineae, New Guinea Snake-necked Turtle)
  - Parker-kígyónyakúteknős (Chelodina parkeri, The Parker's snake-necked Turtle)
  - Pritchard-kígyónyakúteknős (Chelodina pritchardi, The Pritchard's snake-necked turtle)
  - Reimann-kígyónyakúteknős (Chelodina reimanni, The Reimann's snake-necked turtle)
  - észak-ausztráliai kígyónyakúteknős (Chelodina oblonga, Oblong Turtle, The northern snake- necked turtle)
  - Steindachner-kígyónyakúteknős (Chelodina steindachneri, The Dinner-plate turtle)

- Chelus (Duméril, 1806) – 1 faj
  - cafrangos teknős vagy matamata (Chelus fimbriatus)

- Elseya (Gray, 1867), ausztrál harapós teknősök, Australian snapping turtles – 6 faj
  - Elseya albagula (White-throated snapping turtle/Southern snapping turtle)
  - Elseya branderhorsti (Branderhorst's snapping turtle)
  - Elseya dentata (Northern snapping turtle)
  - Elseya irwini (Irwin's turtle)
  - Elseya lavarackorum (Gulf snapping turtle/Lavarack's turtle)
  - Elseya novaeguineae (New Guinea snapping turtle)
  - † Elseya nadibajagu
  - † Elseya uberima

- Elusor (Cann & Legler, 1994) – 1 faj
  - Elusor macrurus (Mary River turtle)

- Emydura (Bonaparte, 1836), ausztrál rövidnyakú teknősök, Australian short-necked turtles – 5 faj
  - szélesszegélyű huszárteknős (Emydura macquarii, Macquarie Turtle)
  - vöröshasú huszárteknős (Emydura subglobosa, Australian Painted Turtle/Red-bellied Short-necked Turtle)
  - északi sárgafejű huszárteknős (Emydura tanybaraga, Northern Yellow-faced Turtle/Daly River Turtle)
  - victoriai vörösfejű huszárteknős (Emydura victoriae, Victoria River Red Faced Turtle)
  - nagyfejű huszárteknős (Emydura australis, Australian Big-headed Turtle/North-west Red-faced Turtle)

- Flaviemys (Le et al., 2013.) – 1 faj
  - Flaviemys purvisi (Manning River turtle)

- Hydromedusa (Wagler, 1830) – 2 faj
  - brazil kígyónyakúteknős (Hydromedusa maximiliani)
  - argentin kígyónyakúteknős (Hydromedusa tectifera)

- Myuchelys (Thomson & Georges, 2009), ausztrál fűrészes teknősök, Australian saw-shelled turtles – 3 faj
  - Myuchelys bellii (Western saw-shelled turtle, Namoi River snapping turtle)
  - Myuchelys georgesi (Bellinger River turtle)
  - Myuchelys latisternum (Eastern saw-shelled turtle)

- Phrynops (Wagler, 1830) – 14 faj
  - Dahl-varangyteknős (Phrynops dahli)
  - sötét varangyteknős (Phrynops geoffranus)
  - boltíves varangyteknős (Phrynops gibbus)
  - világosszegélyű varangyteknős (Phrynops hilarii)
  - Hoge-varangyteknős (Phrynops hogei)
  - közönséges varangyteknős (Phrynops nasustus)
  - amazóniai varangyteknős (Phrynops raniceps)
  - vörös varangyteknős (Phrynops rufipes)
  - érdes varangyteknős (Phrynops tuberculatus)
  - Vanderhaege-varangyteknős (Phrynops vanderhaegei)
  - Williams-varangyteknős (Phrynops williamsi)
  - Zulia-varangyteknős (Phrynops zuliae)
  - paraguay varangyteknős (Phrynops chacoensis)
  - keleti varangyteknős (Phrynops tuberosus)

- Platemys (Wagler, 1830) – 1 faj
  - sárgafejű laposteknős (Platemys platycephala)

- Pseudemydura (Siebenrock, 1901) – 1 faj
  - Pseudemydura umbrina (Western swamp turtle)

- Rheodytes (Legler & Cann, 1980) – 1 faj
  - Rheodytes leukops (Fitzroy River Turtle)

## Képek

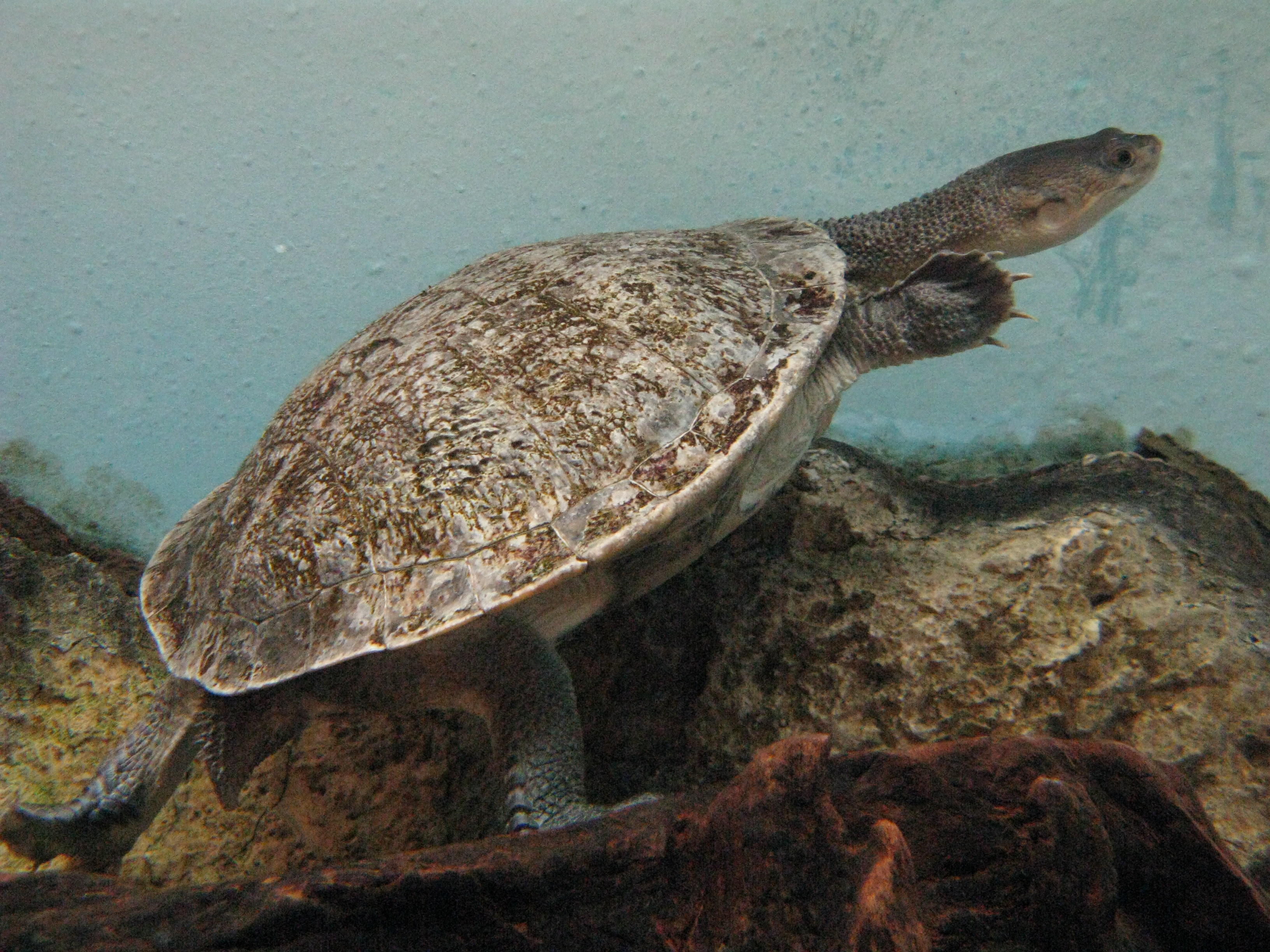
Új-guineai kígyónyakúteknős (Chelodina novaeguineae)
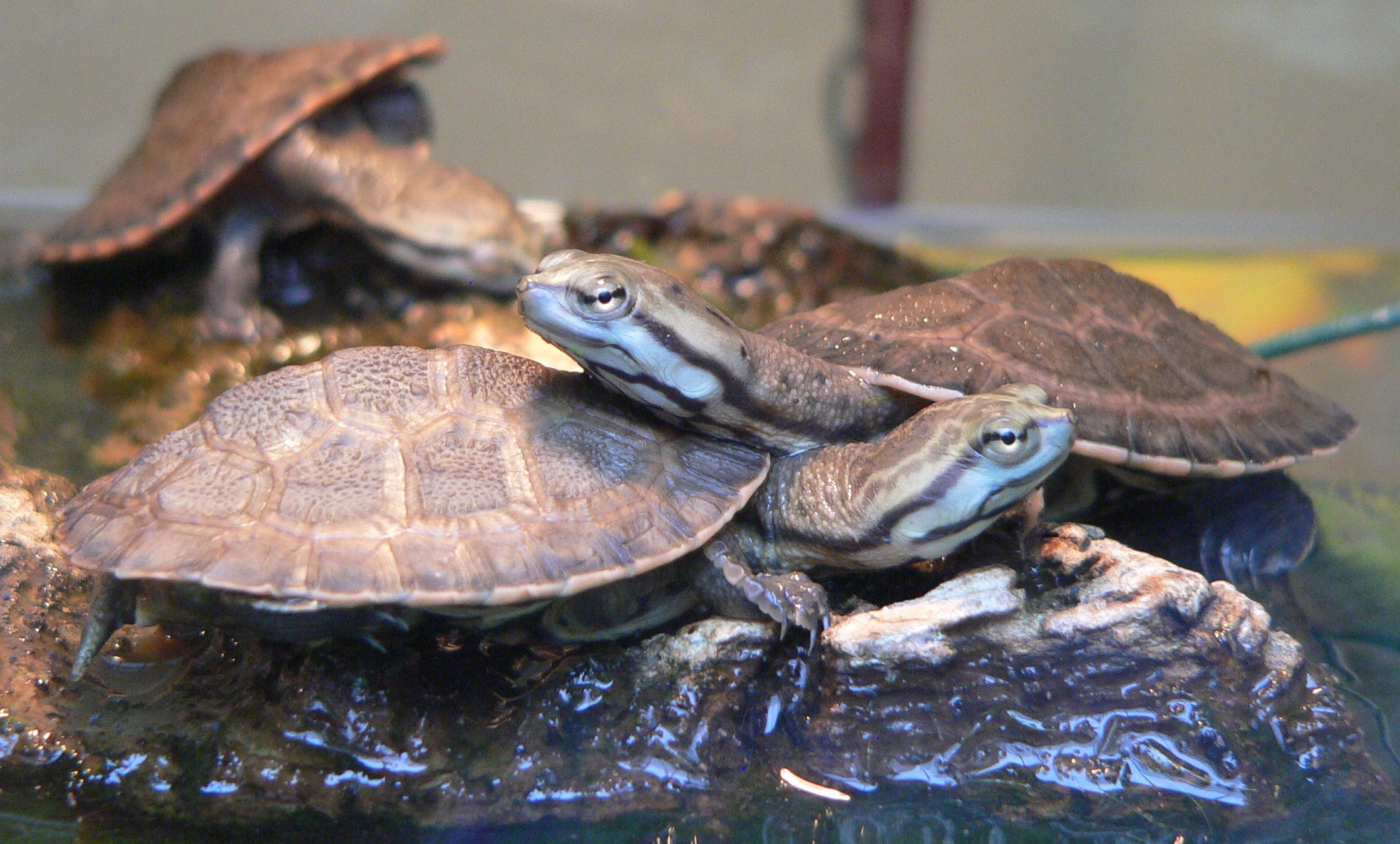
Sötét varangyteknős (Phrynops geoffranus)
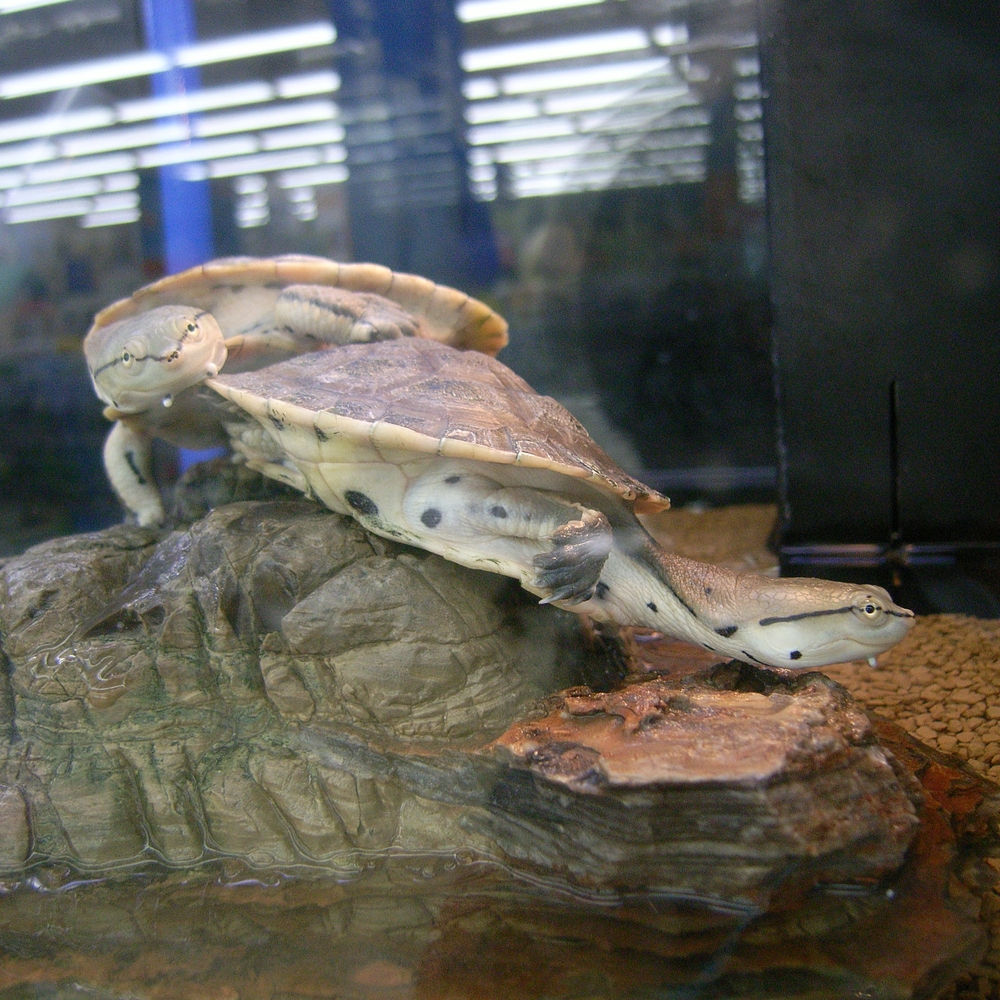
Világosszegélyű varangyteknős (Phrynops hilarii)